# 三菱電機メカトロニクスソフトウエア
三菱電機メカトロニクスソフトウエア株式会社（みつびしでんきメカトロニクスソフトウエア、英: Mitsubishi Electric Mechatronics Software Corporation）は、かつて存在した、愛知県名古屋市に本社を置く 三菱電機グループ会社である。三菱電機グループ内ではMSW（エムエスダブリュー）と呼ばれていた。

## 沿革
- 1983年（昭和58年） - 会社設立。本社を三菱電機株式会社名古屋製作所内に置く。
- 1984年（昭和59年） - 本社第二技術部を稲沢支所として昇格。
- 1985年（昭和60年） - 静岡支所を三菱電機株式会社静岡製作所内に設立。
- 1988年（昭和63年） - 和歌山支所を三菱電機株式会社和歌山製作所（現冷熱システム製作所）内に設立。
- 1989年（平成元年） - 東京事務所を設立。
- 1991年（平成 3年） - 札幌支所開設準備室を設立。本社第一～第三技術部を本社組織から分離し、名古屋事業所を設立。稲沢支所を稲沢事業所に昇格。
- 1996年（平成 8年） - 札幌支所開設準備室を札幌支所に昇格。
- 2002年（平成14年） - 名古屋事業所の各技術部を再編し、モーション・ドライブシステム統括部、FAシステム統括部及び製造ソリューションシステム統括部を設置。
- 2006年（平成18年） - 札幌支所を札幌事務所に再編。
- 2022年（令和4年） - 当社を含む三菱電機グループのソフトウェア開発会社6社を三菱電機ソフトウエア株式会社に統合[1]

## 事業所
- 本社所在地 - 愛知県名古屋市中区新栄町2-4　坂種栄ビル13F
- 名古屋事業所 - 愛知県名古屋市東区矢田南五丁目1番14号 三菱電機株式会社 名古屋製作所内
- 稲沢事業所 - 愛知県稲沢市菱町1番地 三菱電機株式会社 稲沢製作所内
- 静岡支所 - 静岡県静岡市駿河区小鹿三丁目18番1号 三菱電機株式会社 静岡製作所内
- 和歌山支所 - 和歌山県和歌山市手平六丁目5番66号 三菱電機株式会社 冷熱システム製作所内
- 東京事務所 - 東京都荒川区町屋二丁目2番6号 髙山ビル内

## 企業理念
「我が社は お客様の立場で 誠意と創意に満ちた、より良いソリューションの提供に努め 豊かで喜びに溢れる社会の実現に貢献します」

## 関連企業
- 三菱電機